# Gynoplistia unimaculata
Gynoplistia unimaculata là một loài ruồi trong họ Limoniidae. Chúng phân bố ở miền Australasia.